# 音楽的個性に関る国際コンクール
音楽的個性に関る国際コンクール（おんがくてきこせいにかかわるこくさいコンクール）とはポーランドのウッチ市で開かれる国際音楽コンクール。

## 概要
正式名称は「The International Competition of Musical Personalities, organised by the Alexander Tansman Association for the Promotion of Culture, Academy of Music in Lodz and the City of Lodz Office under the patronage of the Minister of Culture of the Republic of Poland and the Mayor of the City of Lodz」という非常に長いコンクール名である。アレクサンドル・タンスマン財団が主催していることから、「タンスマン国際音楽コンクール」、「タンスマン20XX」と呼ばれることが圧倒的に多いが、これは正規名称ではない。
元は、ピアノなどの器楽奏者を全世界から公募して、ウッチ市で本選を行う器楽奏者のためのコンクールであった。コンクールにはアレクサンドル・タンスマンの作品が必ず課題曲の中に含まれている。第六回は通常と異なり、作曲コンクールに変更された。14人編成からオーケストラ作品まで自由に書いてもよい、珍しい規約のコンクールである。第八回も作曲コンクールに変更されたことから、隔回で作曲コンクールに変更することが決まっていた。規約が後で変更されることがあり、第八回は規約に無い第五位にも賞金が出された。
予算難のため、コンクールとフェスティバルともに、2016年で休会。

## 過去の優勝者
- Summary